# ゆかいなボゾ
ゆかいなボゾ（Bozo The Clown）とは、アメリカのキャラクター。テレビアニメやテレビ番組についても記述する。

## 概要
彼が紹介されたのはアメリカで1946年、テレビで紹介されたのは1949年。
このボゾというキャラクターはアラン・リビングストンが手掛け、1946年10月に子供向けレコード盤と読み聞かせ絵本をリリース。
それから大評判になり、ファンも増え、後に「ボゾ・キャピトルクラウン」というニックネームでレコード会社「キャピトル」のマスコットキャラクターになった。日本では「ゆかいなボゾ」、「ピエロのボゾ」としても知られている。

## ゆかいなボゾのシリーズ作品

### アニメ版
アメリカでは「Bozo The World's Most Famous Clown」のタイトルで1958年から1962年まで5分アニメとして放送され、日本ではフジテレビで1960年8月22日から同年10月31日まで月曜20時00分～20時30分に放送、その後1961年1月2日から同年7月11日まで月曜～土曜18時00分 - 18時08分に放送（日本交通一社提供）、これは本作の後番組である『冒険王クラッチ』も同じ時間・同じ提供だった。アニメーション製作はラリー・ハーモン・ピクチャーズ。
本作は、サーカス一座に所属する道化師ボゾが、若き少年のダッチとコンビを組んで冒険の旅に出るコメディアニメとなっている。

#### キャラクター
ボゾ
声 - ラリー・ハーモン、藤岡琢也（日本語吹き替え版）
ダッチ（オリジナル版ではブッチ）
声 - ラリー・ハーモン、不明（日本語吹き替え版）
ナレーション
声 - ポール・フリーズ、不明（日本語吹き替え版）
- その他の声優（日本語吹き替え版） - 喜多道枝、雨森雅司、滝口順平

### テレビ番組

#### WHDH-TV版（1959年 - 1960年）
アメリカでは1959年から1960年までWHDH-TVで毎日放送されたテレビ番組。
この番組でのボゾは、フランク・アブルックが演じていたが2018年3月21日に死去（満89歳没）。セサミストリートのビッグバードやオスカー・ザ・グラウチで知られるキャロル・スピニーも出演されていた。

#### ワシントン D.C.版（1959年 - 1962年）
1959年から1962年にかけてWRC-TVで放送、こちらのボゾをウィラード・スコットが演じた。

#### WGN-TV版（1960年 - 2001年）
シカゴのWGN-TVで1960年から2001年にかけて放送された。
番組のタイトルは以下のように改題されている。
- Bozo's Circus (1961–1980)
- Bozo's Big Top (1966)
- The Bozo Show (1980–1994)
- The Bozo Super Sunday Show (1994–2001)

こちらのボゾを最初に演じたのは俳優のボブ・ベルで、1984年から放送終了まではジョーイ・ダウリアが演じた。